# روب بارتليت
روب بارتليت (بالإنجليزية: Rob Bartlett)‏ (و. 1957 – م) هو ممثل، ومقدم برامج إذاعية، وممثل تلفزيوني، من الولايات المتحدة الأمريكية، ولد في بروكلين.

## وصلات خارجية
- روب بارتليت على موقع IMDb (الإنجليزية)
- روب بارتليت على موقع ألو سيني (الفرنسية)
- روب بارتليت على موقع أول موفي (الإنجليزية)
- روب بارتليت على موقع قاعدة بيانات برودواي على الإنترنت (الإنجليزية)
- روب بارتليت على موقع قاعدة بيانات الفيلم (الإنجليزية)
- روب بارتليت على موقع كينوبويسك (الروسية)